# Museu Industrial de Derby
El Museu Industrial de Derby («Derby Industrial Museum» en anglès), anomenat The Silk Mill («la fàbrica de seda»), és un museu de la indústria i d'història situat en una antiga fàbrica de seda, a Derby, Anglaterra. El museu va tancar les portes l'abril de 2011.

## Història
Entre 1717 i 1721 George Sorocold va construir el primer molí de la Gran Bretanya per als germans Lombe, al costat del riu Derwent, amb la intenció de duplicar la força de les màquines de fil. Un dels germans, John Lombe, va copiar el disseny de màquines que es feien servir per filar grans quantitats de seda, que havia vist durant una visita a Itàlia. Això va fer incrementar considerablement la producció de la seva empresa. Lombe va morir el 1722 en circumstàncies misteriose, es creu que enverinat per un italià per haver-li robat l'invent. El seu germà Thomas moriria el 1739. La seva vídua va rellogar la màquina a William i Samuel Lloyd, mercaders londinencs.

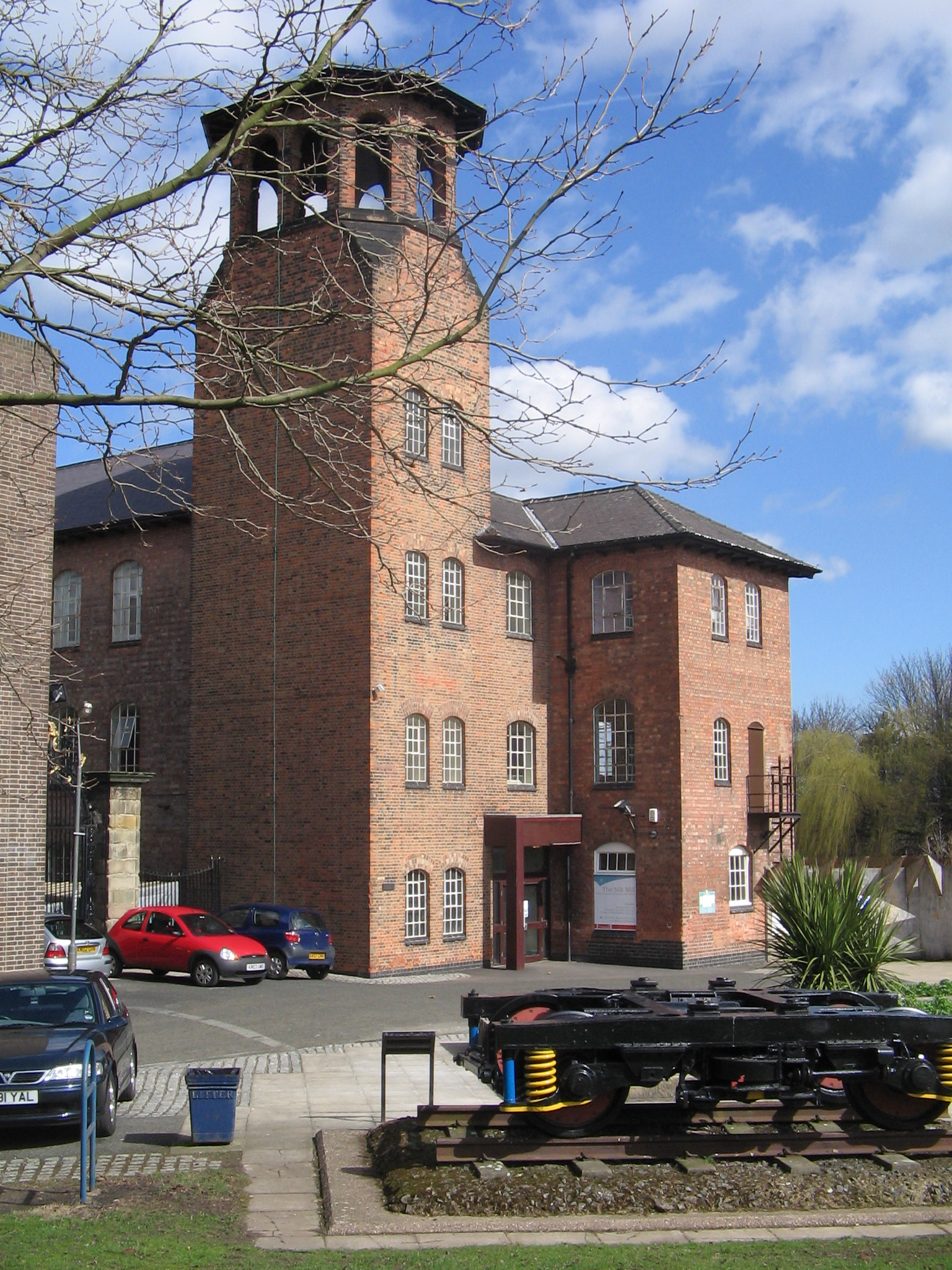
Entrada al museu

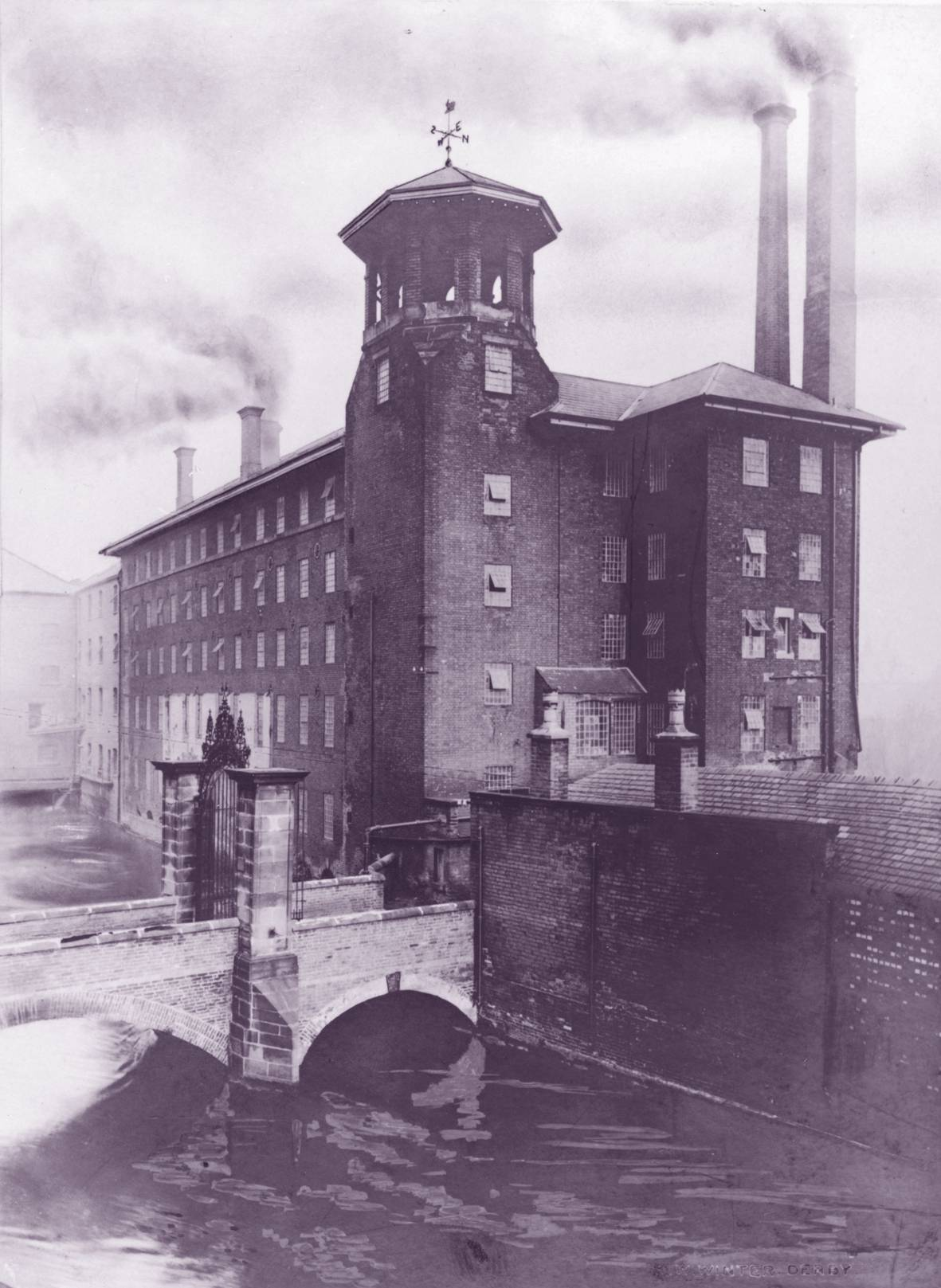
L'edifici el 1900, abans de l'incendi de 1910

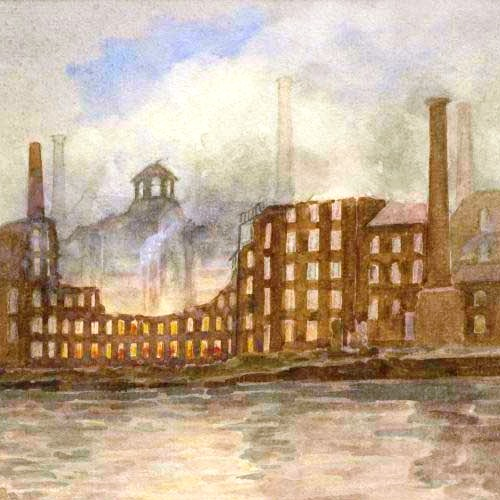
Aquarel·la d'Alfred John Keene de l'incendi de 1910.

La fàbrica de seda es va convertir en una atracció turística a Derby i va ser visitada per James Boswell el setembre de 1777. També hi passarien Torringto i Fairholt. L'empresa de Wilson i Lloyd va finalitzar el 1753 per motius legals, però la fàbrica va continuar funcionant fins al 1803.
El novembre de 1833 va començar una revolta industrial que va acabar amb la creació del Grand National Trades Union el febrer de 1834. La història va ser dramatitzada en un film enregistrat el 2015. L'empresa va tancar el 1865 per bancarrota, i l'edifici patiria un incendi el 1910, per causa d'un negoci de química que s'hi havia establert a l'edifici.
Durant la dècada de 1920 l'edifici va passar a ser propietat de la British Electricity Authority. Va ser fet servir com a magatzem, taller i fins i tot cantina. Fins que es va convertir en museu el 29 de novembre de 1974.